# Musée de Ghadamès

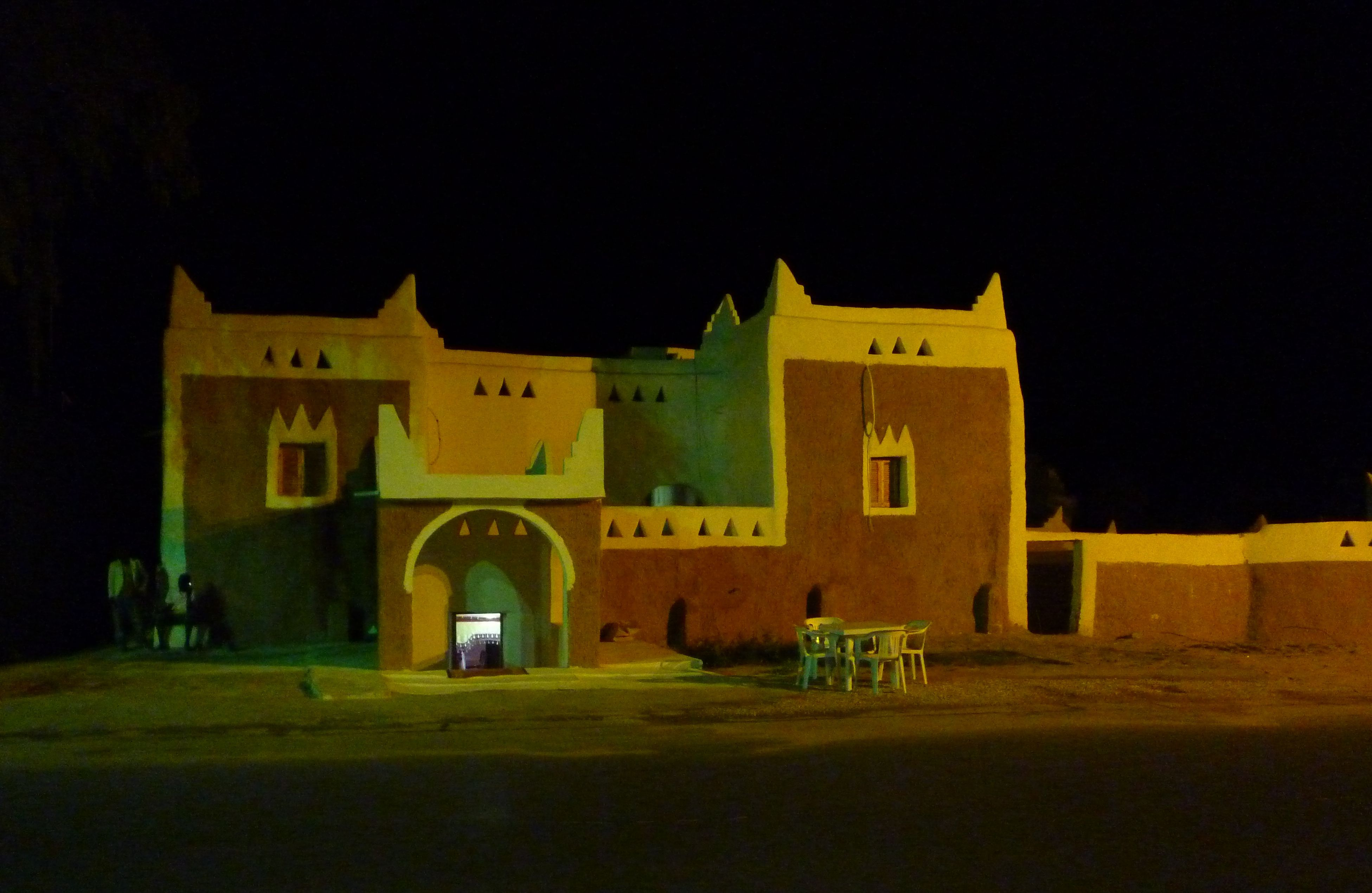

Le musée de Ghadamès est un musée archéologique situé à Ghadamès, en Libye.

## Description
Avec ses multiples ailes, le musée est spécialisé dans l'histoire berbère et la faune de la région. Il comprend des vestiges archéologiques de Ghadamès datant de la période romaine quand la ville s'appelait Cydamus.
Dans une section du musée, Il y a quelques bases de colonnes d'un temple romain.
Des colonnes de l'église chrétienne de Cydamus sont toujours conservées dans la mosquée Sidi Badri mais l'une de ces colonnes est programmée pour être transférée à l'intérieur du musée.
Le musée est l'un des endroits les plus visités de la ville par les touristes.